# القوات الجوية الملكية المغربية
القوات الملكية الجوية المغربية هي فرع الطيران العسكري في القوات المسلحة الملكية المغربية. أنشأت في 19 نوفمبر 1956 باسم الطيران الشريف الملكي. لعبت القوات الملكية الجوية المغربية منذ إنشائها أدوارًا مهمة في حماية الوحدة الترابية للمملكة المغربية واستتباب الأمن، حيث شاركت في معظم النزاعات التي دخلها المغرب على غرار حرب الرمال، وحرب أكتوبر، وحرب الخليج الثانية، كما شاركت على غرار باقي قوات الأمن المغربية في حربها على الإرهاب، وتتسلح القوات الملكية الجوية المغربية بشعار «الله، الوطن، الملك».

## تاريخ
تشكلت القوات الملكية الجوية المغربية في 19 نوفمبر 1956 باسم "الطيران الشريف الملكي"، وقد كانت منشآتها وقواعدها الحديثة موروثة من فرنسا (مكناس والرباط ومراكش) والولايات المتحدة (الرباط والقنيطرة وبن جرير وبولهول والنواصر وسيدي سليمان) وإسبانيا (العيون).
عند إحداثها، كان الأسطول مُكوناً من ست طائرات موران سولنيه إم إس 500 كريكيت، وثلاث طائرات نقل من طراز ماكس هولست إم أش 1521 بروسارد، وطائرتان من طراز بيتشكرافت توين بونانزا، وطائرة دي هافيلاند دي إتش 114 هيرون وطائرة هليكوبتر بيل 47.
في عام 1961، غيرت اسمها إلى "القوات الملكية الجوية"، وهي التسمية المستخدمة إلى يومنا هذا. وفي نفس الفترة، حصلت على 12 مقاتلة من طراز ميكويان جيروفيتش ميج-17، وطائرتين من طرازميكويان جيروفيتش ميج-15 وأربع طائرات من طراز إليوشن إي أل-28 من الاتحاد السوفيتي. كما تم استلام 24 طائرة تدريب من طراز فوكا ماجيستير من فرنسا.
الخلاف السياسي مع الاتحاد السوفيتي، دفع المغرب للبحث عن حليف جديد في الولايات المتحدة، حيث حصل هناك على طائرات نورثروب إف-5 القتالية، في حين اشتملت طائرات النقل التي تم شراؤها في ذلك الوقت على 10 طائرات من طراز دوغلاس سي-47 سكاي ترين و18 طائرة من طراز فيرتشايد سي-119 فلاين بوكس كار، وستة طائرات من طراز سي-130. أما أسطول طائرات الهليكوبتر فكان يتكون من 24 مروحية من طراز بيل 205، واستخدمت 12 طائرة من طراز تي-6 لتدريب الطيارين.
أما التحديث التالي للقوات الملكية الجوية المغربية فقد حدث قبل نزاع الصحراء مباشرة، حيث تم شراء ميراج إف-1 للقتال وبيتشكرافت تي-34 مينتور للتدريب وطائرات الهليكوبتر بوما وطائرة نقل سي-130 جديدة لتحل محل الطائرة القديمة. وتم تحديث نورثروب إف-5 بتكنولوجيا متطورة، وشراء 24 طائرة من طراز ألفا جت. كما تم إجراء تحديث آخر لأسطول إف-1 في عامي 1996 و 1997.
خلال التسعينيات، كانت هناك خطط لشراء طائرات مقاتلة من طراز ميراج 2000 أو إف-16، ولكن بسبب عدم توفر التمويل لم يتم تحقيق ذلك. غير أنه بحلول عام 2011، حصلت القوات الملكية الجوية المغربية على أولى طائراتها من طراز إف-16.

## القواعد الجوية
في المغرب توجد العديد من القواعد العسكرية، أكبرها هي:
- القاعدة 1 في سلا
- القاعدة 2 في مكناس
- القاعدة 3 في القنيطرة
- القاعدة 4 في العيون
- القاعدة 5 في سيدي سليمان
- القاعدة 6 في ابن جرير

ويستخدم الجيش مطارات أخرى كمطار كلميم، ومطار السمارة، ومطار مراكش. بالإضافة إلى التسهيلات (القواعد الجوية المشتركة) مع الدرك الملكي والبحرية الملكية.

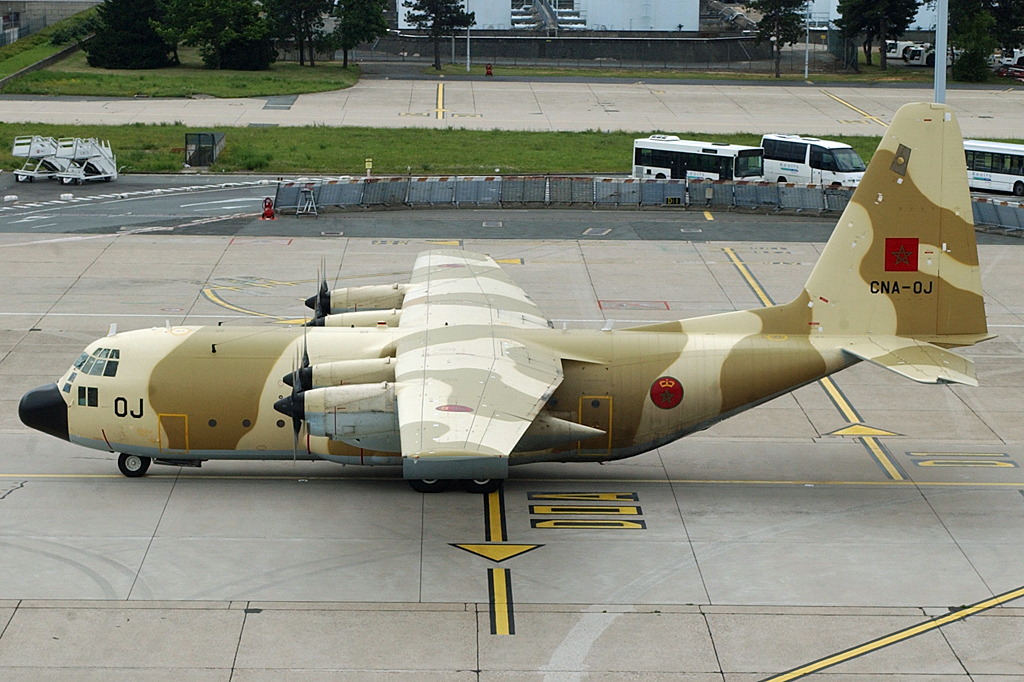
طائرة من طراز سي 130 تابعة للقوات الملكية الجوية

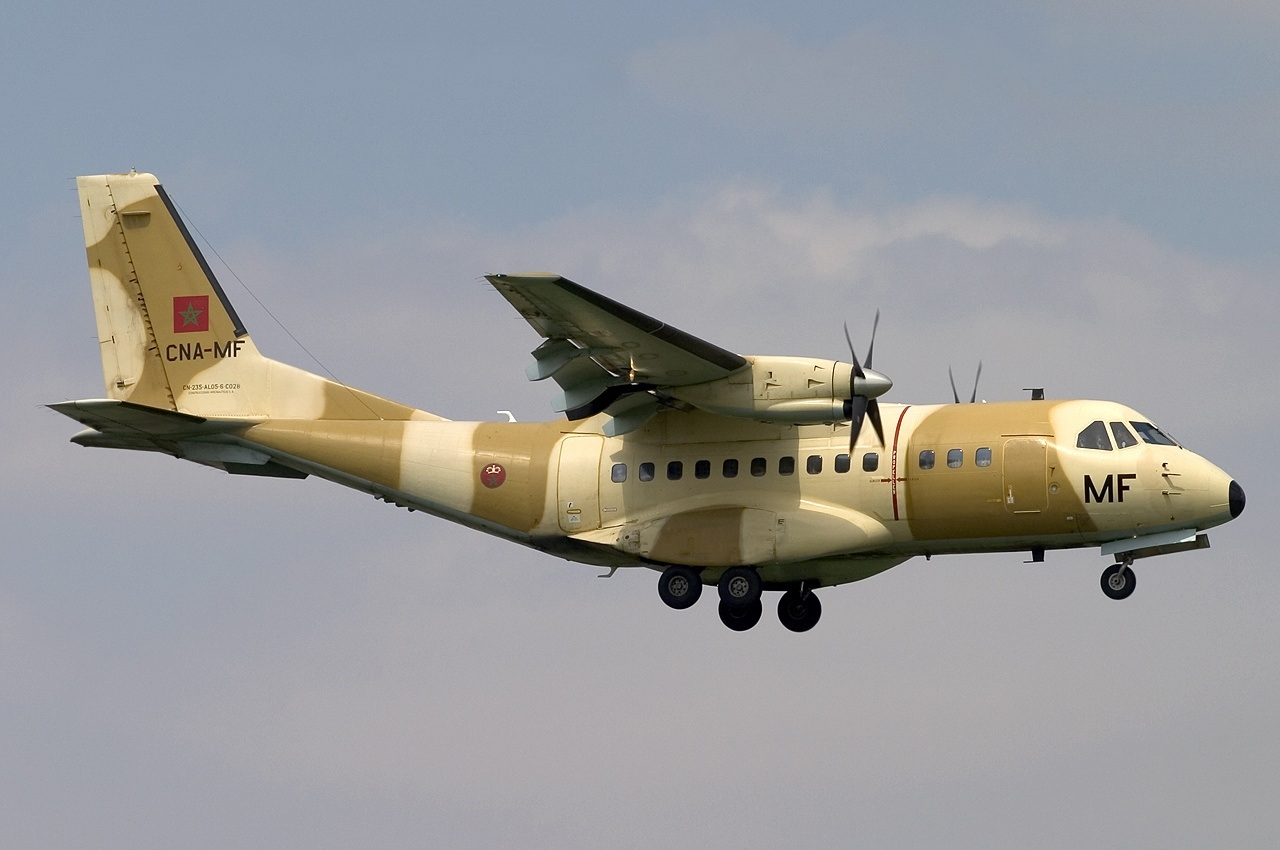
طائرة من طراز سي أن-235 تابعة للقوات الملكية الجوية

## العمليات

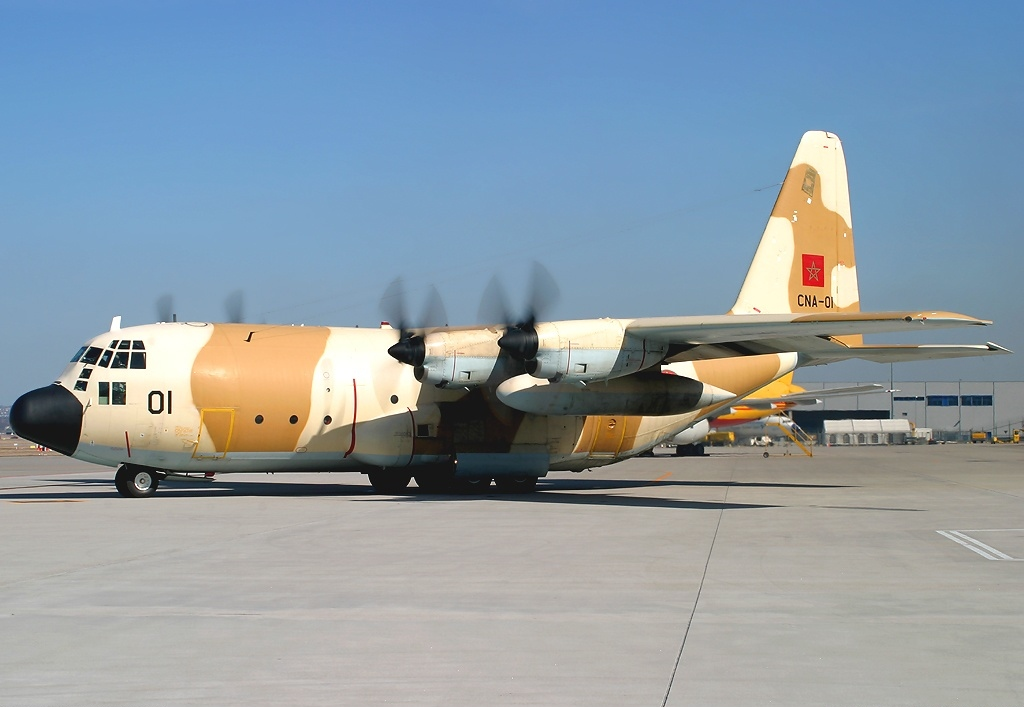
طائرة من طراز سي 130 تابعة للقوات الملكية الجوية

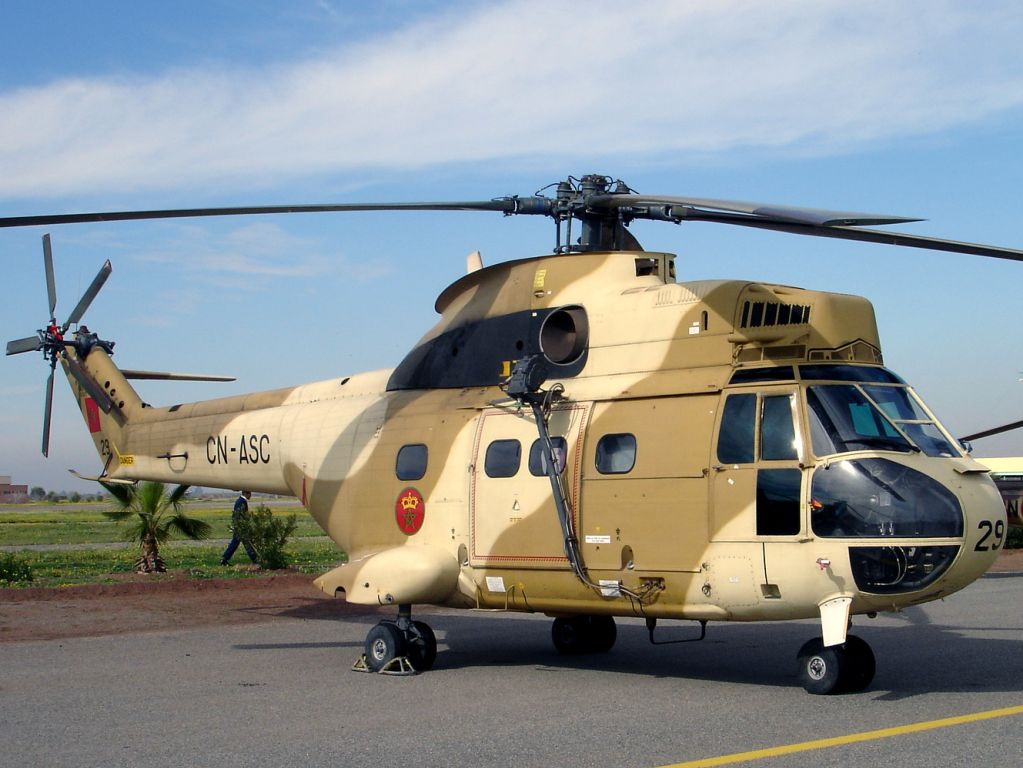
مروحية من طراز أس إيه 330 بوما تابعة للقوات الملكية الجوية

### حرب الرمال
في عام 1963، شاركت القوات الملكية الجوية المغربية في الحرب المغربية الجزائرية على الحدود الشرقية للمغرب والمعروفة بحرب الرمال.

### حرب أكتوبر
شاركت القوات الملكية الجوية في حرب أكتوبر في عام 1973.

### حرب الصحراء
في بدايات حرب الصحراء، بين المغرب والبوليساريو، كانت طائرات الفوكا ماجيستير (المتمركزة في العيون) و تي-6 تيكسان (المتمركزة في الداخلة) في البداية في مهمة دعم بري وهجمات ليلية. وفي وقت لاحق، تم جلب طائرات إف-5 للعمل على ضرب أهداف البوليساريو. كان هدف المغرب، منذ البداية، إنشاء منطقة مسيطر عليها وآمنة في الأقاليم الجنوبية المغربية، خصوصاً تأمين العيون، والسمارة، ومنطقة الفوسفات في بوكراع.
في عام 1980، بدأ بناء الجدار الرملي الذي يتكون من كل الوسائل الضرورية لمنع أي إختراق، وكان مدعوماً بوحدات التدخل السريع القادرة على التحرك بسرعة وتعزيز كل موقع على طول الجدار، وكان يساعدها في ذلك أسطول جوي مُكون من مروحيات سوبر بوما وبيل 205 وسي إتش-47 شينوك.
أما فيما يتعلق بالدفاعات المضادة للدبابات، فقد تقرر بالإضافة إلى ذلك استخدام مروحيات إيروسباسيال غازيل مسلحة بصواريخ هوت لتحييد دبابات البوليساريو من طراز تي-54 وتي-55 وبي إم بي. وبالإضافة إلى الرادارات الأرضية الموجودة بالجدار الرملي، تم أيضًا استخدام طائرتين من طراز سي-130 مزودتين بنظام للكشف عن وحدات البوليساريو.
بعد خسارة طائرة من طراز F-5A و طائرتين من طراز RF-5A في المعارك ، تم الحصول على 20 طائرة من طراز F-5E Tiger II وأربعة طائرات من طراز F-5F. وقد كانت المشكلة الرئيسية التي واجهت المقاتلة إف-5 هي المساحة الشاسعة لتدخلاتها في الصحراء. ولحل هذه المشكلة، تم تزويد القوات الملكية الجوية بطائرة من طراز بوينغ 707 لتزويد الطائرات المقاتلة بالوقود في الجو، كما تم شراء طائرتين من طراز لوكهيد مارتن كيه سي-130 في عام 1982 لنفس الغرض وهو تزويد الطائرات المقاتلة بالوقود في الجو، مما يسمح بزيادة مدة طيرانها، وسرعة تدخلها. وقد كانت طائرات ميراج إف 1 مسؤولة عن الدفاع عن المجال الجوي المغربي ضد أي هجوم جزائري أو ليبي محتمل، نظراً لأن حكوماتهما دعمت جبهة البوليساريو مالياً وسياسياً، خلال بداية الصراع.
في عام 1977، بدأ طيارو الميراج المغاربة تدريبهم في قاعدة جوية تقع في أورانج بفرنسا. وفي نفس العام، بدأت القوات الملكية الجوية المغربية في استقبال أولى مقاتلاتها من طراز ميراج إف -1 سي. ونظراً لأنه لم يوجد أي هجوم من طرف ليبيا والجزائر للمغرب، فقد تقرر توجيه طائرات ميراج لمهمات هجوم بري ضد البوليساريو. إستلم المغرب 3 دفعات من طائرات ميراج بين عامي 1978 و 1982.
مع خسارة طائرات فوكا ماجيستير، قررت القوات الملكية الجوية شراء ما مجموعه 24 طائرة من طراز OV-10A من البحرية الأمريكية. تم تسليم أول 6 طائرات، ولكن مع فقدان إحداها في وقت مبكر، تم نقل الباقي إلى دور الدوريات البحرية بسبب عدم كفاءتها في القتال. فيما تم إلغاء برنامج التسليم لباقي الطائرات.

### التدخل ضد داعش
في عام 2014، قام المغرب بإرسال إف-16 فايتينغ فالكون لمحاربة داعش في العراق وسوريا. وكان هذا أول استخدام للمغرب لهذا الطراز من الطائرات منذ اقتنائهم في عام 2011.

## الحوادث
- يوليوز 2011: تحطمت طائرة من طراز سي-130 قبل هبوطها في مطار كلميم، توفي 80 راكباً ممن كانوا على متنها. (مقالة مفصلة: حادث طائرة هيركوليز).
- ماي 2015: تحطمت طائرة إف-16 في اليمن كانت في مهمة تابعة لقوات التحالف العربي وقد تحطمت نتيجة إصابتها بصاروخ حوثي محلي الصنع مما أدى إلى وفاة الطيار ياسين بحتي.[4]

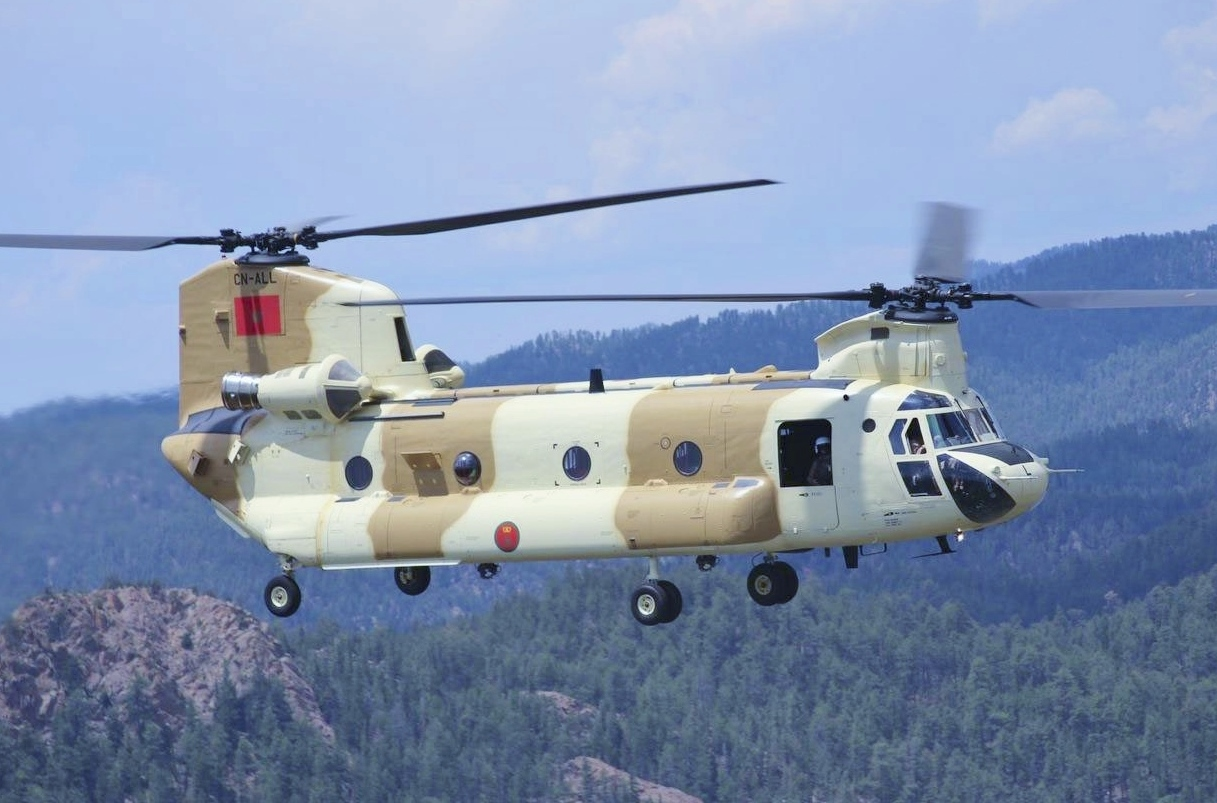
مروحية من طراز سي إتش-47 شينوك تابعة للقوات الملكية الجوية

## القيادة
| مفتش القوات الملكية الجوية المغربية | من   | إلى  |
| ----------------------------------- | ---- | ---- |
| أحمد بوطالب                         | 1998 | 2016 |
| العابد بوحميد علوي                  | 2016 | 2023 |
| الملك محمد السادس                   | 1999 | الان |

## الرتب

### غير الضباط الجويين
- جندي
- عريف
- عريف رئيس
- رقيب
- رقيب رئيس
- رقيب أول
- مساعد (تنطق اجودان)
- مساعد اول (تنطق اجودان شاف)

### سلك الضباط
- ملازم فرعي (ضابط متخرج)
- ملازم
- ملازم أول
- نقيب
- رائد
- مقدم
- عقيد
- عميد قائد (تنطق كولونيل ماجور)
- جنرال لواء جوي (تنطق جنرال دوبريغارد)
- جنرال فريق جوي (تنطق جنرال دو ديفيزيون)
- جنرال فريق أول (تنطق جنرال دو كور دارمي)

## أسراب ومهام القوات الجوية الملكية
تنقسم القوات الملكية الجوية المغربية إلى عدة أسراب مكونة أساسا من المقاتلة F-16 الأمريكية وطائرات F1- Mirage وطائرات F-5 TIGER محدثة.
| السرب         | المقاتلة المكونة له | المهام                                                                        |
| ------------- | ------------------- | ----------------------------------------------------------------------------- |
| SPARK         | F-16 C/D BLOCK 52   | سرب مخصص لمهام إخماد وتدمير دفاعات العدو الجوية والاستطلاع والحرب الإلكترونية |
| FALCON        | F-16 C/D BLOCK 52   | سرب مخصص لمهام التفوق الجوي والاعتراض                                         |
| VIPER         | F-16 C/D BLOCK 52   | سرب مخصص لمهام القصف الأرضي والدعم الجوي القريب                               |
| ATLAS         | MF-2000/F1          | سرب السيادة الجوية والإسناد الجوي القريب                                      |
| ASSAD         | MF-2000/F1          | القتال الجوي والاعتراض                                                        |
| IGUIDER (صقر) | MF-2000/F1          | سرب مخصص لمهام الاستطلاع والحرب الإلكترونية والدعم التكتيكي                   |
| CHAHINE       | F-5E/F TIGER        | مخصص لمهام التفوق الجوي والاعتراض                                             |
| BORAK         | F-5E/F TIGER        | مخصص لمهام القصف الأرضي والدعم الجوي القريب                                   |
| ERIGE         | F-5E/F TIGER        | مخصص لمهام الاستطلاع والحرب الإلكترونية والاعتراض                             |

## الأسطول الجوي
تتوفر القوات الملكية الجوية المغربية على أسطول متنوع من الطائرات المقاتلة وطائرات اطفاء الحرائق وطائرات النقل وطائرات التدريب وطائرات بدون طيار وطائرات نقل الشخصيات الهامة والمروحيات:
| الطائرة                                                       | البلد المُصنع                     | الدور                          | الطراز                             | في الخدمة         | ملاحظات                                              |
| الطائرات المقاتلة                                             | الطائرات المقاتلة                | الطائرات المقاتلة              | الطائرات المقاتلة                  | الطائرات المقاتلة | الطائرات المقاتلة                                    |
| ------------------------------------------------------------- | -------------------------------- | ------------------------------ | ---------------------------------- | ----------------- | ---------------------------------------------------- |
| ميراج إف 1                                                    | فرنسا                            | متعددة الأدوار                 | MF2000                             | 26                |                                                      |
| نورثروب إف-5                                                  | الولايات المتحدة                 | مقاتلة                         | F-5E TIII                          | 26                |                                                      |
| إف-16 فايتينغ فالكون                                          | الولايات المتحدة                 | متعددة الأدوار                 | F-16 Block 50/52+ F-16 Block 70/72 | 48                |                                                      |
| تزويد الطائرات بالوقود في الجو                                |                                  |                                |                                    |                   |                                                      |
| لوكهيد مارتن كيه سي-130                                       | الولايات المتحدة                 | تزويد الطائرات بالوقود في الجو |                                    | 2                 |                                                      |
| النقل                                                         |                                  |                                |                                    |                   |                                                      |
| سي-27 جيه سبارتان                                             | إيطاليا                          | نقل الجنود والمعدات والمظليين  |                                    | 4                 | تستطيع الطيران لمدة 10 ساعات                         |
| لوكهيد سي-130 هيركوليز                                        | الولايات المتحدة                 | النقل                          | C-130H                             | 14                |                                                      |
| دورنيه دو 28                                                  | ألمانيا                          | النقل                          |                                    | 2                 |                                                      |
| سي أن-235                                                     | إسبانيا إندونيسيا                | النقل                          |                                    | 6                 |                                                      |
| سوبر كينغ إير                                                 | الولايات المتحدة                 |                                | 200/300/350                        | 7                 |                                                      |
| المروحيات                                                     |                                  |                                |                                    |                   |                                                      |
| بيل 205                                                       | الولايات المتحدة                 |                                |                                    | 47                |                                                      |
| بيل 206                                                       | الولايات المتحدة                 |                                |                                    | 5                 |                                                      |
| بيل 212                                                       | الولايات المتحدة                 |                                |                                    | 6                 |                                                      |
| سي إتش-47 شينوك                                               | الولايات المتحدة                 |                                | CH-47D                             | 3                 |                                                      |
| أس إيه 330 بوما                                               | فرنسا                            |                                |                                    | 26                |                                                      |
| إيروسباسيال غازيل                                             | فرنسا                            |                                |                                    | 23                |                                                      |
| إيه إتش-64 أباتشي                                             | الولايات المتحدة                 |                                |                                    | 36                | إتفاقية لشراء 36 مروحية من هذا الطراز                |
| بيل 412                                                       | الولايات المتحدة                 |                                |                                    | 2                 | لصالح البحرية الملكية                                |
| يوروكوبتر إي سي 135                                           | ألمانيا                          |                                |                                    | 24                |                                                      |
| طائرات التدريب                                                |                                  |                                |                                    |                   |                                                      |
| ألفا جت                                                       | ألمانيا فرنسا                    |                                |                                    | 23                |                                                      |
| سوبر كينغ إير                                                 | الولايات المتحدة                 |                                | 100                                | 4                 |                                                      |
| تي-6 تكسان II                                                 | الولايات المتحدة                 |                                |                                    | 24                |                                                      |
| بيل 206                                                       | الولايات المتحدة                 |                                |                                    | 17                |                                                      |
| إطفاء الحرائق                                                 |                                  |                                |                                    |                   |                                                      |
| كنداير سي إل-415                                              | كندا                             |                                |                                    | 8                 | تتواجد بالقاعدة الجوية الثالثة (القنيطرة)            |
| طائرات بدون طيار                                              |                                  |                                |                                    |                   |                                                      |
| BAE Systems SkyEye                                            | المملكة المتحدة الولايات المتحدة |                                |                                    | 6                 |                                                      |
| إم كيو-1 بريداتور                                             | الولايات المتحدة                 |                                |                                    | 4                 | صفقة وقعة سنة 2020 وتم اخطار الكونغرس بها            |
| هيرون                                                         | إسرائيل                          |                                |                                    | 4                 | اتفاقية التصنيع محليا في المغرب                      |
| EADS Harfang                                                  | فرنسا إسرائيل                    |                                |                                    | 3                 | حصل عليها المغرب بوساطة فرنسية سنة 2014              |
| وينق لونق1                                                    | الصين                            |                                |                                    | 3                 | حصل عليها المغرب كهبة من الإمارات العربية المتحدة    |
| وينغ لونغ2                                                    | الصين                            |                                |                                    | 24                | شهدت في احد القواعد العسكرية المغربية                |
| إم كيو-9 ريبر                                                 | الولايات المتحدة                 |                                |                                    | 4                 | لم تدخل الخدمة بعد                                   |
| بيرقدار تي بي 2                                               | تركيا                            |                                |                                    | 48                | وقع المغرب عدة اتفاقيات مع تركيا لتصدير هده الدرونات |
| ThunderB                                                      | إسرائيل                          | بمدى 150 كلم                   | دات اقلاع عمودي                    | 100               | في صفقة مع شركة Bluebird الاسرائيلية                 |
| WanderB                                                       | إسرائيل                          | بمدى 50 كلم                    | دات اقلاع عمودي                    | 50                | صفقة مع شركة Bluebird الاسرائيلية                    |
| Martlet MI-3                                                  | قالب:--                          |                                |                                    | العدد غير معروف   | ظهر في المغرب سنة 2022                               |
| هيرميس-900                                                    | إسرائيل                          |                                |                                    | 4                 |                                                      |
| Akinçi                                                        | تركيا                            |                                |                                    |                   | التسليم في فبراير 2025                               |
| طائرات نقل الشخصيات الهامة (الملك - الأسرة الملكية - الحكومة) |                                  |                                |                                    |                   |                                                      |
| بوينغ 8-747                                                   | الولايات المتحدة                 |                                |                                    | 1                 | CN-MBH                                               |
| بوينغ 400-747                                                 | الولايات المتحدة                 |                                |                                    | 1                 | CN-RGA                                               |
| بوينغ 800-737                                                 | الولايات المتحدة                 |                                |                                    | 1                 | CN-MVI                                               |
| بريتش ايروسبيس 146                                            | المملكة المتحدة                  |                                |                                    | 1                 | CN-MSM                                               |
| غلف ستريم جي 650                                              | الولايات المتحدة                 |                                |                                    | 1                 | CN-MMH                                               |
| غلف ستريم جي 550                                              | الولايات المتحدة                 |                                |                                    | 2                 | CN-MMR CN-MMT                                        |
| سيسنا سيتايشن إكسيل                                           | الولايات المتحدة                 |                                |                                    | 3                 | CN-MMJ CN-MMY CN-MMK                                 |
| داسو فالكون 100                                               | فرنسا                            |                                |                                    | 1                 | CN-MNZ                                               |
| داسو فالكون 50                                                | فرنسا                            |                                |                                    | 1                 | CN-ANO                                               |
| غلف ستريم III                                                 | الولايات المتحدة                 |                                |                                    | 1                 | CN-ANU                                               |

## التكوين
تم إحداث المدرسة الجوية الملكية بمراكش (ERA) بمراكش عام 1970 وتضطلع هذه المؤسسة بمهمة التكوين الأولي والمستمر لضباط القوات الملكية الجوية. ويشمل نظام الدراسة في المدرسة الملكية الجوية مايلي:

### سلك المهندسين
بالنسبة للحاصلين على شهادة الباكالوريا تخصص علوم رياضية، والموجهين للأقسام التحضيرية، ويتضمن التعليم العالي العلمي والتقني وكذا التكوين العسكري والطيران. وتستغرق الدراسة مدة خمس سنوات، موزعة على النحو التالي:
- سنتان من الأقسام التحضيرية في الرياضيات والفيزياء
- ثلاث سنوات في سلك المهندسين يتوج بالحصول على رتبة ملازم ثان.

يشمل هذا التكوين المسالك التالية: قيادة الطائرات / أنظمة الطيران.
يتابع التلاميذ الضباط تكوينا عسكريا ورياضيا بالموازاة مع التكوين العلمي والتقني، ويتوج هذا التكوين بالحصول على دبلوم ضابط مهندس دولة.

### سلك الإجازة
بالنسبة للحاصلين على شهادة البكالوريا تخصص علوم رياضية، ويرتكز على التعليم العالي والتكوين العسكري والطيران. وتستغرق مدة الدراسة أربع سنوات، موزعة على النحو التالي:
- ثلاث سنوات للحصول على الإجازة في الطيران في التخصصات الرئيسية التالية: قيادة الطائرات / أنظمة الطيران / الملاحة الجوية / تحليل وتأويل المعلومات.
- سنة من التعليم العسكري والمهني حيث يحصل التلميذ الضابط على إثرها على رتبة ملازم ثان، وعلى دبلوم الدراسات الجامعية والطيران.

## الرتب
الضباط
| Royal Moroccan Air Force ·     |                                |                  |                  |                           |                           |                           |                           |                    |              |                      |                      |              |              |              |              |                   |                   |                   |                  |                  |                  |
| قائد القوات الجوية جنرال دارمي | قائد القوات الجوية جنرال دارمي | فريق جنرال دوكور | فريق جنرال دوكور | لواء قسم جنرال دو ديفيسون | لواء قسم جنرال دو ديفيسون | لواء كتيبة جنرال دوبريكاد | لواء كتيبة جنرال دوبريكاد | عميد كولونيل ماجور | عقيد كولونيل | مقدم ليوتنان كولونيل | مقدم ليوتنان كولونيل | رائد كومندون | رائد كومندون | نقيب كابيتان | نقيب كابيتان | ملازم أول ليوتنان | ملازم أول ليوتنان | ملازم أول ليوتنان | ملازم سو ليوتنان | ملازم سو ليوتنان | ملازم سو ليوتنان |

الجنرال الأعلى للقوات المسلحة والقائد العام: ملك المغرب.
المجندون
| القوة العسكرية                   | كبار ضباط الصف       | كبار ضباط الصف       | كبار ضباط الصف       | كبار ضباط الصف       | كبار ضباط الصف       | كبار ضباط الصف       | كبار ضباط الصف | كبار ضباط الصف | كبار ضباط الصف         | كبار ضباط الصف         | كبار ضباط الصف      | كبار ضباط الصف      | كبار ضباط الصف      | كبار ضباط الصف      | كبار ضباط الصف      | كبار ضباط الصف      | كبار ضباط الصف | كبار ضباط الصف | كبار ضباط الصف | كبار ضباط الصف | كبار ضباط الصف | كبار ضباط الصف | صغار ضباط الصف       | صغار ضباط الصف       | صغار ضباط الصف       | صغار ضباط الصف       | صغار ضباط الصف | صغار ضباط الصف | الأفراد              | الأفراد              | الأفراد              | الأفراد              | الأفراد              | الأفراد              | الأفراد    | الأفراد    |
| -------------------------------- | -------------------- | -------------------- | -------------------- | -------------------- | -------------------- | -------------------- | -------------- | -------------- | ---------------------- | ---------------------- | ------------------- | ------------------- | ------------------- | ------------------- | ------------------- | ------------------- | -------------- | -------------- | -------------- | -------------- | -------------- | -------------- | -------------------- | -------------------- | -------------------- | -------------------- | -------------- | -------------- | -------------------- | -------------------- | -------------------- | -------------------- | -------------------- | -------------------- | ---------- | ---------- |
| القوات الملكية الجوية المغربية · |                      |                      |                      |                      |                      |                      |                |                |                        |                        |                     |                     |                     |                     |                     |                     |                |                |                |                |                |                |                      |                      |                      |                      |                |                |                      |                      |                      |                      |                      |                      | بدون شارة  | بدون شارة  |
| القوات الملكية الجوية المغربية · | مساعد أول أجودان شاف | مساعد أول أجودان شاف | مساعد أول أجودان شاف | مساعد أول أجودان شاف | مساعد أول أجودان شاف | مساعد أول أجودان شاف | مساعد أجودان   | مساعد أجودان   | رقيب ثاني سيرجون ماجور | رقيب ثاني سيرجون ماجور | رقيب أول سيرجون شاف | رقيب أول سيرجون شاف | رقيب أول سيرجون شاف | رقيب أول سيرجون شاف | رقيب أول سيرجون شاف | رقيب أول سيرجون شاف | رقيب سيرجون    | رقيب سيرجون    | رقيب سيرجون    | رقيب سيرجون    | رقيب سيرجون    | رقيب سيرجون    | عريف أول كابورال شاف | عريف أول كابورال شاف | عريف أول كابورال شاف | عريف أول كابورال شاف | عريف كابورال   | عريف كابورال   | جندي أول بريمي سولدا | جندي أول بريمي سولدا | جندي أول بريمي سولدا | جندي أول بريمي سولدا | جندي أول بريمي سولدا | جندي أول بريمي سولدا | جندي سولدا | جندي سولدا |